# Mylopótas
Mylopótas est une plage et station balnéaire grecque située sur l'île d'Ios, dans les Cyclades, en mer Égée.